# Strategiska innovationsprogram
Strategiska innovationsprogram (SIP) är olika forskningsprojektområden i Sverige. Olika aktörer från olika samhällssektorer har pekart ut och definierar områden där de ser behov av en svensk kraftsamling och gemensamma insatser. Aktörerna inom de strategiska innovationsprogrammen ansvarar tillsammans för att formulera utmaningar, sätta upp gemensamma långsiktiga mål och prioritera investeringar i forskning, utveckling och innovation.
Programmen finansieras av Vinnova, Formas och Energimyndigheten. 17 strategiska innovationsprogram har finansierats.

## Historik
Som grund för de strategiska innovationsprogrammen ligger satsningen på strategiska forsknings- och innovationsagendor. Den satsningen pågick 2012–2016. Inom satsningen formulerade olika aktörer inom ett område gemensamt visioner och mål samt definierade behov och strategier för utveckling av ett innovationsområde.

## Programmen[2]
- Bioinnovation
- DriveSweden
- InfraSweden 2030
- Innovair
- IoT Sverige
- Medtech4Health
- Metalliska material
- PiiA Processindustriell automation
- Produktion 2030
- RE:Source
- SIO Grafen
- SIP LIGHTer
- Smart Built Environment
- Smartare elektroniksystem
- Swedish Mining Innovation
- Swelife
- Viable Cities